# Mortimer Elkind
Mortimer Elkind (25 de outubro de 1922 – 10 de dezembro de 2000) foi um oncologista estadunidense.
Recebeu o Prêmio Enrico Fermi de 1996, juntamente com Hubert Rodney Withers.